# پرومتئوس گس
پرومتئوس گس (انگلیسی: Prometheus Gas) شرکت توزیع گاز یونانی است، که در سال ۱۹۹۱ تأسیس شد.